# FUN! FUN! FANFARE!
『FUN! FUN! FANFARE!』（ファン ファン ファンファーレ）は、いきものがかりのメジャー7作目のオリジナル・アルバム。2014年12月24日にCDで発売。発売元はエピックレコードジャパン。

## 概要
前作『I』から約1年5ヶ月ぶりに発売されたオリジナルアルバム。
「ラブソングはとまらないよ」から「GOLDEN GIRL」までのシングルA面曲4曲に、いきものがかり初となるインストゥルメンタル楽曲を含めた全16曲を収録。インストを除いた14曲中9曲にタイアップがついており、これは『My song Your song』と並んで最多タイとなっている。
初回生産限定盤はスペシャル三方背BOX/3面アザージャケットデジパックCD+DVDケース仕様で、特典として「報道バラエティ『NEWS123』収録DVD」「FUN! FUN! FANFARE!特製ミニポスターセット（3枚組）」「いきものカード044」「いきものがかりの みなさん、こんにつあー!! 2015 〜FUN! FUN! FANFARE!〜 チケット特別抽選先行案内」が付属している（いきものカードとチケット抽選案内は初回仕様限定盤にも付属）。

## チャート成績
発売初週に約10.1万枚を売り上げて、2015年1月5日付オリコンアルバムチャートで『My song Your song』から7作連続となる初登場1位を獲得。 男女混成グループの7作連続1位獲得は、オリコンが1970年より開始したアルバムランキングにおいて初の快挙で、これまで並んでいたDREAMS COME TRUEの記録を18年9か月ぶりに更新した。

## 収録曲
| #         | タイトル                                             | 作詞               | 作曲               | 編曲                   | 時間  |
| --------- | ---------------------------------------------------- | ------------------ | ------------------ | ---------------------- | ----- |
| 1.        | 「FUN! FUN! FANFARE! -The Beginning-」(instrumental) |                    | 本間昭光           | 啼鵬                   | 0:40  |
| 2.        | 「GOLDEN GIRL」                                      | 吉岡聖恵           | 吉岡聖恵           | 亀田誠治               | 4:59  |
| 3.        | 「ラブソングはとまらないよ」                         | 水野良樹           | 水野良樹           | 本間昭光               | 5:33  |
| 4.        | 「熱情のスペクトラム」                               | 水野良樹           | 水野良樹           | 近藤隆史、田中ユウスケ | 3:44  |
| 5.        | 「キラリ」                                           | 水野良樹           | 水野良樹           | 本間昭光               | 5:08  |
| 6.        | 「LIFE」                                             | 水野良樹           | 水野良樹           | 森俊之                 | 4:54  |
| 7.        | 「春」                                               | 水野良樹           | 水野良樹           | 本間昭光               | 5:54  |
| 8.        | 「明日ハレルカナ」                                   | 山下穂尊           | 山下穂尊           | 本間昭光               | 4:50  |
| 9.        | 「ジャンプ!」                                        | 水野良樹           | 水野良樹           | 鈴木Daichi秀行         | 4:42  |
| 10.       | 「虹」                                               | 山下穂尊           | 山下穂尊           | 江口亮                 | 4:22  |
| 11.       | 「陽炎」                                             | 水野良樹           | 水野良樹           | 鈴木Daichi秀行         | 5:02  |
| 12.       | 「SNOW AGAIN」                                       | 水野良樹           | 水野良樹           | 島田昌典               | 6:43  |
| 13.       | 「ワンゴール」                                       | 山下穂尊           | 山下穂尊           | 立崎優介、田中ユウスケ | 4:04  |
| 14.       | 「涙がきえるなら」                                   | 吉岡聖恵、山下穂尊 | 吉岡聖恵、水野良樹 | 亀田誠治               | 4:30  |
| 15.       | 「マイステージ」                                     | 山下穂尊           | 山下穂尊           | 鈴木Daichi秀行         | 5:35  |
| 16.       | 「LIGHTS OUT -The Ending-」(instrumental)            |                    | 本間昭光           | 本間昭光               | 1:00  |
| 合計時間: | 合計時間:                                            | 合計時間:          | 合計時間:          | 合計時間:              | 71:40 |

## 曲解説
- 初回生産限定盤・初回仕様限定盤・通常盤共通収録。既発曲の解説は各収録作品を参照のこと。

1. FUN! FUN! FANFARE! -The Beginning- (instrumental)
アルバムのオープニングを飾るインストゥルメンタル楽曲。
いきものがかりのアルバムにインスト楽曲が収録されたのはこれが初となる。
2. GOLDEN GIRL
29thシングル。
3. ラブソングはとまらないよ
27thシングル。
4. 熱情のスペクトラム
28thシングル「熱情のスペクトラム/涙がきえるなら」の1曲目。
5. キラリ
東宝配給映画『アオハライド』主題歌[7]。
映画の映像を用いたPVが制作されている[8]。
6. LIFE
7. 春
8. 明日ハレルカナ
9. ジャンプ!
日産自動車「セレナ」CMソング。
C26型セレナCMへの起用は、「風と未来」（2010年）、「笑ってたいんだ」（2011年）、「マイサンシャインストーリー」（2013年）に続いて通算4度目となる。
10. 虹
27thシングル「ラブソングはとまらないよ」のカップリング曲。
11. 陽炎
12. SNOW AGAIN
演奏時間は本作で最長となっており(#収録曲を参照)、いきものがかりのアルバム収録曲で最も演奏時間が長い[注 2]。
13. ワンゴール
ユーキャン2015年キャンペーンCMソング[9]。
同CMへの起用は「いつだって僕らは」（2012年）以来3年ぶりで、前回同様正月期間に放映される「オープニング2015編」にはメンバーも出演する。
14. 涙がきえるなら
28thシングル「熱情のスペクトラム/涙がきえるなら」の2曲目。
15. マイステージ
JRA2015年CMソング[10]。
16. LIGHTS OUT -The Ending- (instrumental)
アルバムを締めくくるインストゥルメンタル楽曲。
「LIGHTS OUT」は「消灯合図」「おしまい」などの意味。

## 参加ミュージシャン
いきものがかり
- 吉岡聖恵 (Vocal&Background Vocal)[11]
- 水野良樹 (Electric Guitar)[11]
- 山下穂尊 (Acoustic Guitar, Harmonica)[11]